# Francesco Costa (bobbista)
Francesco Costa (Portoferraio, 28 maggio 1985) è un bobbista italiano.

## Biografia
Tesserato per il Gruppo Sportivo Fiamme Oro Padova compete come duecentista vincendo i campionati Italiani U23 nei duecento metri a Rieti nel 2006.
Compete dal 2010 come frenatore per la squadra nazionale italiana, esordendo in Coppa del Mondo all'avvio della stagione 2010/11 e in Coppa Europa a novembre dell'anno successivo. Tesserato per il Gruppo Sportivo Fiamme Oro Moena.
Partecipa a due edizioni dei Giochi olimpici invernali: a Soči 2014 fu sedicesimo nel bob a quattro, mentre a Pyeongchang 2018 concluse la gara a quattro in ventisettesima posizione.

## Palmarès

### Coppa Del Mondo
- 4th nella tappa di World Cup nel Bob a due disputata a La Plagne.
  - 5th nella tappa di World Cup nel Bob a due disputata a Park City.
  - 6th nella tappa di World Cup nel Bob a due disputata a Altenberg.

### Campionati Europei di Bob a due
- 2 sesti posti ai campionati Europei di Bob a due.

### Coppa Europa
- 8 podi (3 nel bob a due, 5 nel bob a quattro):
  - 4 vittorie (1 nel bob a due, 3 nel bob a quattro);
  - 2 secondi posti (1 nel bob a due, 1 nel bob a quattro);
  - 2 terzi posti (1 nel bob a due, 1 nel bob a quattro).

### Campionati Italiani
- 3 primi posti  nel Bob a due